# Tankfartyg

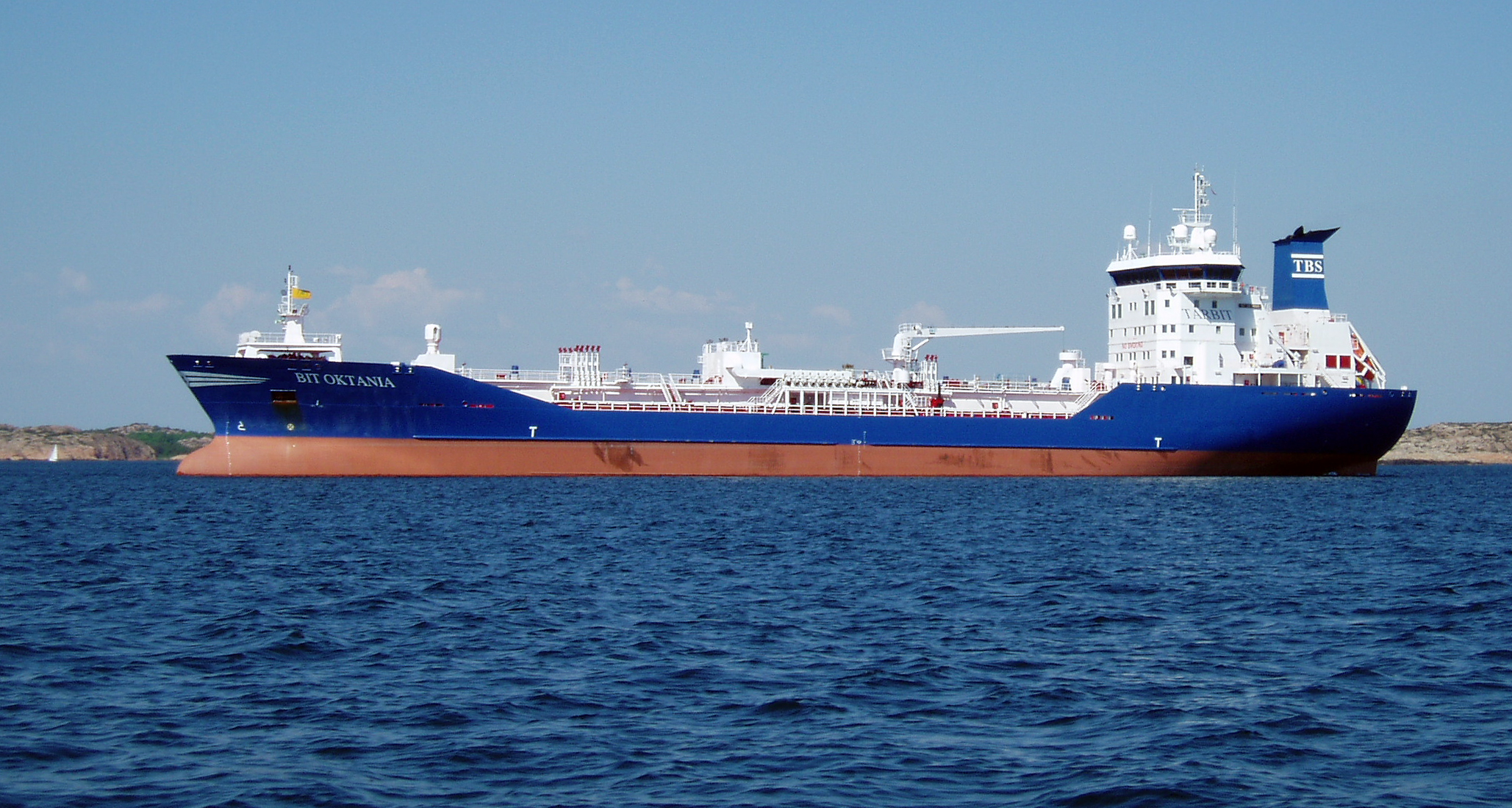
Produkttankern M/T Bit Oktania till ankars utanför Preemraff Lysekil.

Tankfartyg är ett slags bulkfartyg avsett för flytande laster, till exempel råolja, vatten, kemikalier och flytande livsmedel, vätskor.

## Olika typer av tankfartyg

### Råoljetanker
Oljetankern är det allra vanligaste tankfartyget. Man fraktar råolja från offshoreanläggningar eller oljefält till ett raffinaderi. För att minska risken för explosioner i dessa pumpar man in syrefattiga nedkylda förbränningsgaser i lastrummen, så kallade inerta gaser.
Råoljetankers delas upp bland annat efter storlek. Den största kallas Ultrastor, (Ultra Large Crude Carrier, ULCC). 
| Storlek i DWT   | AFRA-skala                             | Marknadsskala |
| --------------- | -------------------------------------- | ------------- |
| 10 000–24 999   | Kanalmax (Seawaymax)                   | Produkttanker |
| 25 000–44 999   | Mediumstor tanker                      | Produkttanker |
| 45 000–59 999   | Large Range 1 (LR1)                    | Produkttanker |
| 60 000–79 999   | Large Range 1 (LR1)                    | Panamax       |
| 80 000–119 999  | Large Range 2 (LR2)                    | Aframax       |
| 120 000–159 999 | Large Range 2 (LR2)                    | Suezmax       |
| 160 000–199 999 | Mycket stor (Very Large Crude Carrier) | Suezmax       |
| 200 000–319 999 | Mycket stor (Very Large Crude Carrier) | VLCC          |
| 320 000–549 999 | Ultrastor (Ultra Large Crude Carrier)  | ULCC          |

### Historia
Dessa fartyg är en effekt av oljans ökade värde och användning. De första fartygen (kring 1850) var vanliga fartyg som tömts på mycket av sitt innehåll och som sedan fylldes med olja. Tidigare metoder att frakta oljan var i tunnor eller "fat". Än idag görs affärer om olja upp i enheten "fat" (barrel) som har sitt ursprung i detta. Men tunnorna var dyra, tunga, gick sönder och man var tvungen att frakta dem fram och tillbaka. Första lyckade försöket att transportera olja som bulklast gjordes 1877 med det norska segelfartyget Lindesnæs, helt byggt av trä, som hade byggts om i Tønsberg för ändamålet. 
När Ludvig och Robert Nobel, äldre bröder till Alfred Nobel, grundade Branobel så kom de att använda oljetankers. Ludvig utvecklade en banbrytande modell, kallad Zoroaster tillsammans med Sven Almqvist som byggdes 1878 vid Motala varv i Norrköping. Två systerfartyg byggdes, Buddha och Nordenskjöld. Fartygen hade två tankar och 21 vattentäta skott. Nordenskjöld var med om en av de första oljekatastroferna, när en kastby tog tag i en slang i samband med tankning och fotogen forsade ned i maskinrummet, varpå fartyget började brinna och sjönk. Även Buddha hade en liknande olycka. Olyckorna fick till följd att Ludvig Nobel utvecklade en rörlig del av slangen, på det sättet att förbindelsen med tanken var fast även om fartyget inte låg still. Detta blev standard för alla oljetankers.  År 1880 byggdes en ny modell, Moses, som hade en tank. Tanken var en bärande del av fartyget, Det fästes stor vikt vi säkerheten. Detta fartyg följdes av Mohammed, Tatarin, Bramah, Spinoza, Sokrates, Darwin, Koran, Talmud, och Calmuck. Henry F. Swan designade fartyg för Nobel, med en ny design som tog bort risken att oljan fick fartygen att kapsejsa. Det första var Blesk, följt av Lumen, och Lux.
USS Maumee, från 1915, var det första fartyg som kunde pumpa över olja till andra fartyg under gång. Under andra världskriget var T2 tanker en vanlig modell, som tillverkades i så stor mängd att de blev standard.

### Produkttanker

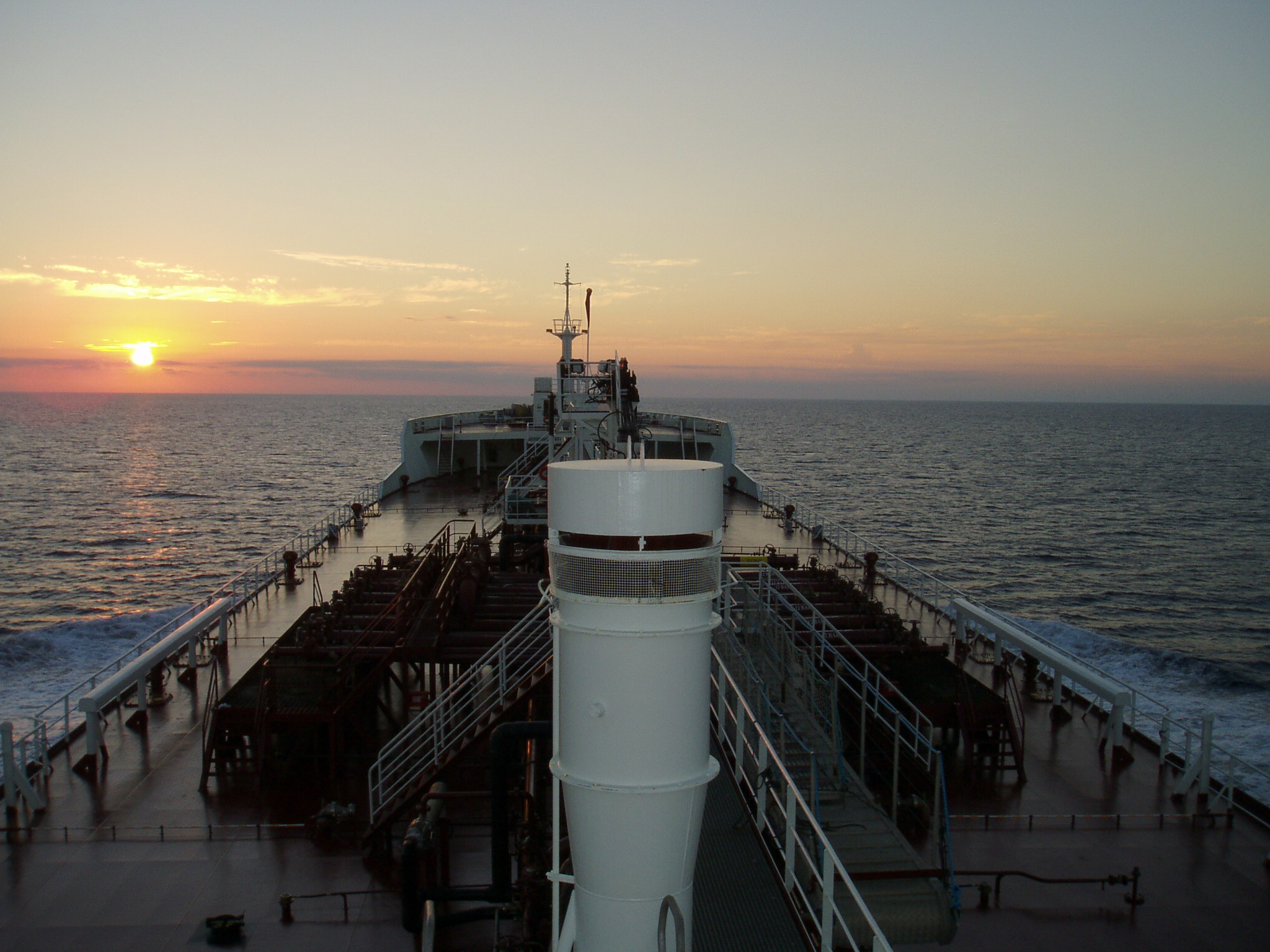
Fure Sun, en av Furetanks produkttankers, i Adriatiska havet.

Produkttankern fraktar raffinerade oljeprodukter från ett raffinaderi till en oljeterminal eller konsument. Vanliga laster är dieselolja, bensin och flygbränsle. Kan även frakta råolja.

### Kemikalietanker
Kemikalietankern fraktar olika kemikalier, men kan även hantera samma gods som produkttankern. Kemikalietankern är oftast mer avancerad än produkttankern när det gäller lasthanteringssystemet för att säkerställa att inte olika kemikalier riskerar att blandas.

### Gastanker
En gastanker (LNG- eller LPG-tanker) transporterar flytande naturgas eller andra gaser i flytande tillstånd. Gaserna är antingen djupkylda eller förvarade under tryck för att hålla flytande form.

## Miljöpåverkan

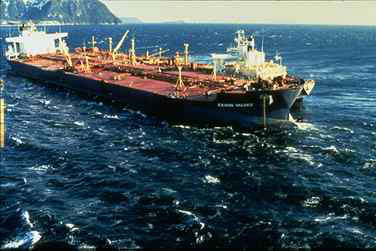
Oljetankern Exxon Valdez på grund på Bligh Reef i mars 1989.

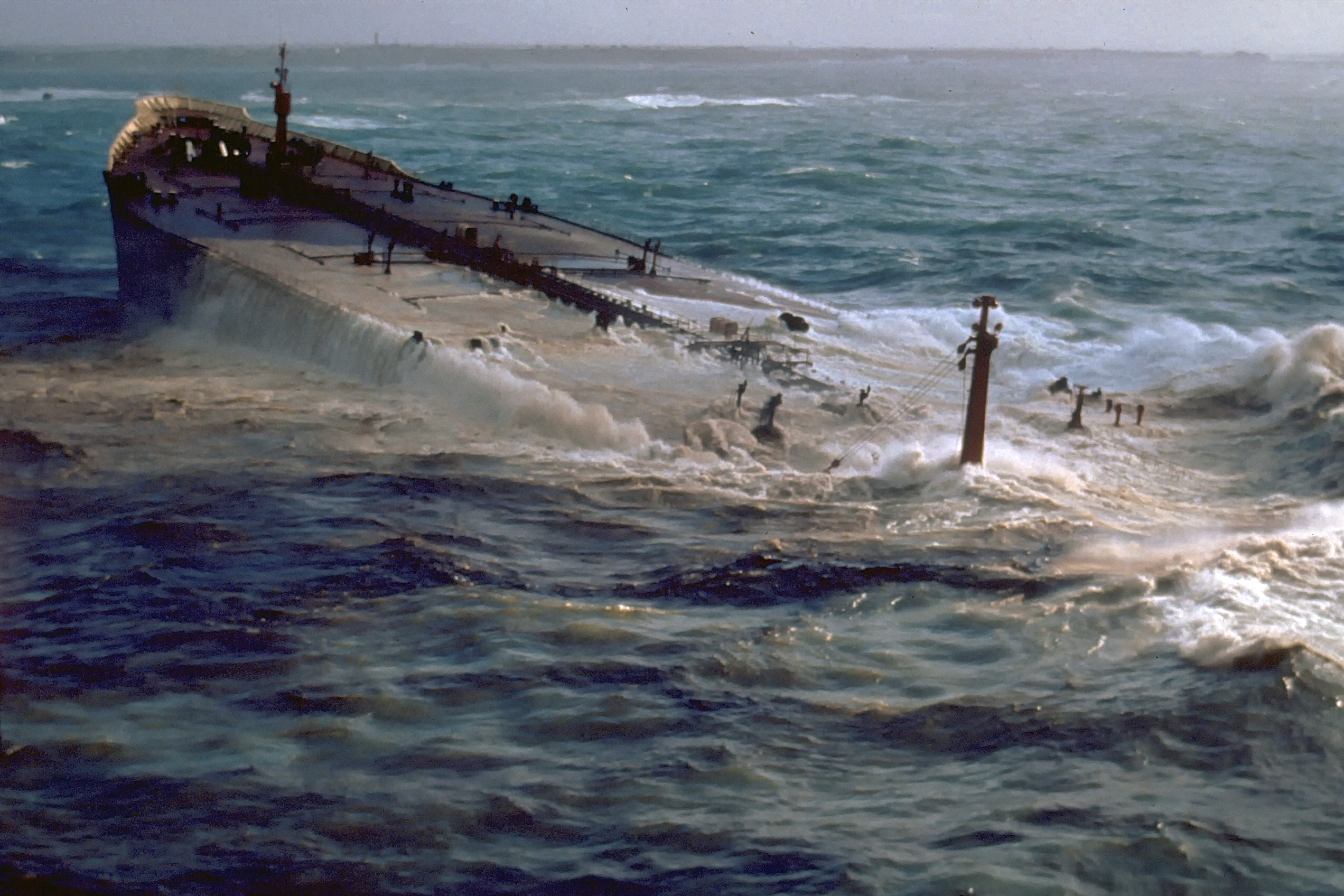
Amoco Cadiz efter förlisningen.

Tankfartyg går oftast med last ena vägen och med tomma lasttankar på returresorna. För att få tillräckligt djupgående på returresorna fylls så kallat ballastvatten på i fartygen. Förr var det tillåtet att ha ballastvatten i lasttankarna, vilket resulterade i att mycket oljeförorenat vatten släpptes ut i havet när tankarna tömdes. Numera måste man emellertid ha särskilda ballasttankar, detta löses ofta genom att man använder så kallat dubbelskrov. I dag finns det ökande krav på hur spillolja skall tas om hand och ofta måste den separeras och tas om hand i depåer i hamnarna. Ändå förekommer oljespill i havet, ibland som stora utsläpp orsakade av exempelvis kollision eller grundstötning.
Exempel på fartyg som förolyckats
- Torrey Canyon
- Exxon Valdez
- Amoco Cadiz
- Prestige

## Världens största tankfartyg
FSO Asia, tidigare med namnet TI Asia och Hellespont Alhambra, är världens största oljefartyg tillsammans med tre systerfartyg, som ibland kallas TI klass.
En av de första fartygen att kallas supertanker var skeppet Tina Onassis med den tidens rekordstorlek på 46 000 ton. Hon byggdes i Tyskland 1953 av Howaldtswerke-Deutsche Werft för skeppsredaren Aristotle Onassis. Efter andra världskriget och vidare under 1950-talet ökade efterfrågan på petroleum i västvärlden och i samband med Suezkrisen ökade affärsmöjligheterna att använda mycket stora tankfartyg för transporter från Mellanöstern runt Afrika via Godahoppsudden till Europa och Nordamerika i stället för via Suezkanalen.
Trenden med större och större tankerfartyg peakade i slutet av 1970-talet. Mellan 1976 och 1979 byggdes fyra franska supertankers som då var störst och brukar kallas Batillus-klass som alla blev skrotade mellan 1983 och 2003. 1981 sjösattes Seawise Giant, senare omdöpt till Knock Nevis vilken skrotades 2010 men fortfarande har rekordet som världens längsta fartyg.
I Sverige byggdes supertankern Nanny 1978 på Uddevallavarvet som då var världens största med en kapacitet på 490 0000 DWT och är fortfarande det bredaste tankerfartyget som någonsin byggts. Stora satsningar skedde under den svenska varvskrisen som pågick då. Exempel på andra ULCC-klassade tankerfartyg som blev sjösatta samma år är systerfartygen Nai Superba och Nai Genova som byggdes på Eriksbergs i Göteborg. Mellan 1974 och 1977 byggdes många ultra-stora tankerfartyg på Kockums i Malmö med namn såsom Sea Saga, Sea Serenade, Sea Synphony, Sea Song med flera. Samtliga fartyg blev skrotade mellan 2000 och 2003.
2020 fanns det cirka 810 oljetankerfartyg i världen som ingår i den näst största klassen VLCC, Very Large Crude Carrier. Runt 2010 fanns 12 fartyg i den största klassen ULCC, Ultra Large Crude Carrier som senare minskat till två vid 2022. Dessa sista var TI-klass fartygen Europe och Oceania men som dock byggts om till FSO, Floating Storage and Offloading. De två systerfartygen FSO Asia och FSO Africa som tidigare omvandlats till denna fartygstyp kan sedan ombyggnaden lagra 2,8 miljoner oljefat.